# Řáholec
Les Řáholec je fiktivní les z pohádek o loupežníku Rumcajsovi Václava Čtvrtka. Václav Čtvrtek říkal, že Řáholec je les pohádkový a leží tam, kde ho chce dotyčný čtenář mít.
Inspirací k novotvaru Řáholec snad bylo sloveso „řáholiti“, což znamená „hlasitě se veseliti, smáti se“, což byla starší, z Jičínska pocházející, nářeční podoba slova „řeholiti“.[zdroj?] Slovo „ráholiti“ odpovídá rozmlouvání, ale „raholec“ („Rühlholz“) zase lepidlu. Může jít i o německé „Reissholz“. „Část -holec jistě souvisí s německým apelativem Holz ve významu dřevo nebo les“. Autor však původ názvu nesdělil.
Zajímavostí je, že, pravděpodobně pod vlivem pohádek o Rumcajsovi a z recese, byl v lesnických porostních mapách mezi lety 1969 a 1996 název Řáholec přiřknut lesíku pod vrchem Veliší mezi Vokšicemi a Šlikovou Vsí, a celému jičínskému polesí od roku 1975 do zániku polesí v roce 1992.